# Hickory Withe
Hickory Withe és una població dels Estats Units a l'estat de Tennessee. Segons el cens del 2000 tenia 2.574 habitants.

## Demografia
Segons el cens del 2000, Hickory Withe tenia 2.574 habitants, 980 habitatges, i 803 famílies. La densitat de població era de 35,1 habitants/km².
Dels 980 habitatges en un 26,6% hi vivien nens de menys de 18 anys, en un 73,1% hi vivien parelles casades, en un 6,7% dones solteres, i en un 18% no eren unitats familiars. En el 14,9% dels habitatges hi vivien persones soles el 4,6% de les quals corresponia a persones de 65 anys o més que vivien soles. El nombre mitjà de persones vivint en cada habitatge era de 2,63 i el nombre mitjà de persones que vivien en cada família era de 2,9.
Per edats la població es repartia de la següent manera: un 20,5% tenia menys de 18 anys, un 6,8% entre 18 i 24, un 27,5% entre 25 i 44, un 33,8% de 45 a 60 i un 11,5% 65 anys o més.
L'edat mediana era de 43 anys. Per cada 100 dones de 18 o més anys hi havia 95,9 homes.
La renda mediana per habitatge era de 57.292 $ i la renda mediana per família de 62.857 $. Els homes tenien una renda mediana de 42.024 $ mentre que les dones 28.550 $. La renda per capita de la població era de 26.368 $. Entorn del 2,4% de les famílies i el 4,2% de la població estaven per davall del llindar de pobresa.

## Poblacions més properes
El següent diagrama mostra les poblacions més properes.